# Boronia gunnii
Boronia gunnii là một loài thực vật có hoa trong họ Cửu lý hương. Loài này được Hook.f. mô tả khoa học đầu tiên năm 1855.